# 柳沢安長
柳沢 安長（やなぎさわ やすなが）は、江戸時代中期の旗本。通称は弥一郎、源七郎。
柳沢安弘の次男。母は柳沢時附の娘。妻は旗本飯塚昭之の娘。
安長の死後、長男の政位が家督を継いだ。

## 年表
※日付は旧暦
- 宝暦12年（1762年）9月28日 - 小姓組の番士となる。のち、西丸勤めと本丸勤めを交互に務める
- 明和2年（1765年）8月4日 - 父安弘の致仕に伴い、家督を相続する
- 寛政8年（1796年）12月10日 - 敏次郎（後の将軍徳川家慶）付きとなり西丸勤めとなる
- 寛政9年（1797年）11月30日 - 死去。享年62。月桂寺に葬られる。法名は了道